# Tetragnatha nitens
Tetragnatha nitens este o specie de păianjeni din genul Tetragnatha, familia Tetragnathidae. A fost descrisă pentru prima dată de Jean Victor Audouin în anul 1826. Conform Catalogue of Life specia Tetragnatha nitens nu are subspecii cunoscute.

## Galerie

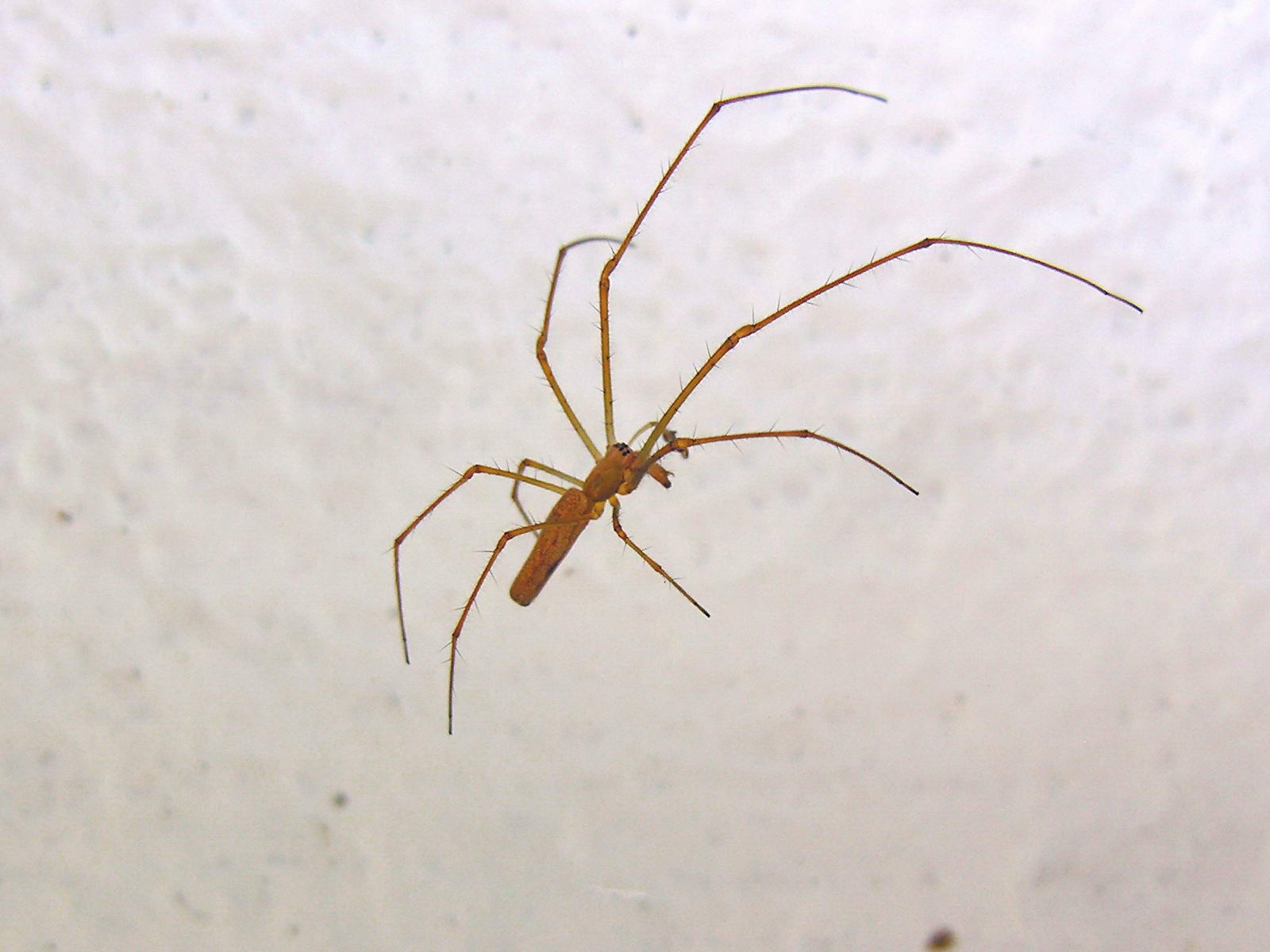
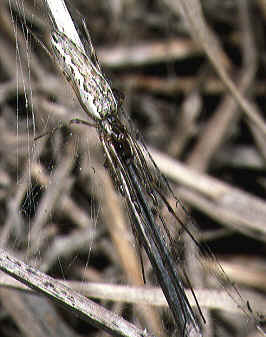
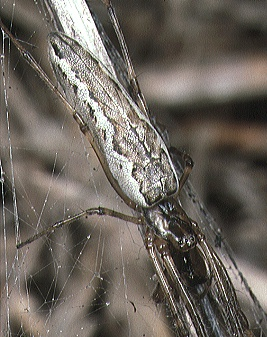
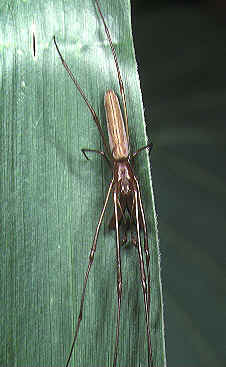
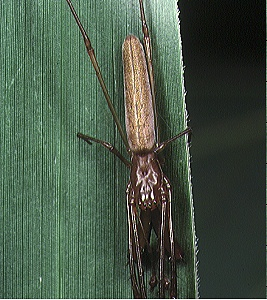